# Eugenio Baeza Fares
Óscar Eugenio Baeza Fares (Chihuahua, Chihuahua; 24 de septiembre de 1960) es un empresario mexicano, fundador y presidente del Consejo de Administración de Grupo Bafar.

## Datos biográficos
Eugenio Baeza Fares nació en la ciudad de Chihuahua el 24 de septiembre de 1960, hijo de Eugenio Baeza Montes y de Armine Fares Scroor, y es el primogénito de una familia de ascendencia mexicano-jordana. Estudió la primaria en su natal Chihuahua, pasando una parte importante de su tiempo en el rancho familiar, donde se identificó con la vida agropecuaria.%[cita requerida]
A partir de la secundaria, y hasta su carrera profesional, estudió en los Estados Unidos y se graduó como licenciado en administración de empresas y economía en la Universidad Estatal de Nuevo México Las Cruces, con posgrado en alta dirección de empresas en la Universidad de Harvard, en Cambridge, Massachusetts.[cita requerida]
Como emprendedor detectó una gran oportunidad en agregar valor al negocio ganadero de su padre mediante la venta de cortes de carne empacados en caja. Renunció a su empleo en Ford  y se dedicó de lleno a la actividad empresarial, lo que lo llevaría a formar Grupo Bafar, posicionada como una de las empresas representativas de Chihuahua y una de las corporaciones de mayor potencial en México.[cita requerida]
Cuando el negocio empezaba a crecer, las condiciones del mercado cambiaron: México ingresaba al Acuerdo General sobre Aranceles Aduaneros y Comercio (GATT, por sus siglas en inglés) y tuvo que replantearse la estrategia, tomando la decisión de incursionar en la producción de carnes frías y embutidos, situación que permitió a Grupo Bafar salir adelante y generar más de 14,000 fuentes de empleo.[cita requerida]
A partir de entonces, la certificación de procesos y el desarrollo de novedosos conceptos de mercadotecnia se han convertido en una constante en las empresas del grupo. De esta forma surgieron CarneMart y BIF, dedicadas a la comercialización de productos cárnicos de valor agregado. Además, para afianzar el crecimiento en el mercado, Bafar adquirió empresas como Burr, Freskesito y las marcas Parma, Sabori y Campestre.[cita requerida]
Cuenta con más de 50 marcas propias en diversos rubros vinculadas al sector alimenticio, como: Parma, Sabori, Campestre, Bafar, Burr, Montebello, Pery, Tres Castillos, All American, BIF, CarneMart, Ponderosa y Freskesito.[cita requerida]
Recientemente, Grupo Bafar concluyó la primera etapa de construcción del complejo agroindustrial “La Piedad” en Michoacán, la cual contribuye al desarrollo económico de la región; adquiere la empacadora Ponderosa, lo que fortalece su presencia en el noroeste del país, y abre nuevos caminos en el centro con la adquisición de la cadena de tiendas La Pastora.[cita requerida]
Su diversificación como empresario lo ha llevado a crear empresas en sectores afines, como la panificación y la preparación de alimentos congelados, pero también a tener presencia en sectores tan variados como la agroindustria, la cinegética, los servicios financieros, los desarrollos inmobiliarios y los servicios industriales en los sectores médico, metalmecánico y electrónico.[cita requerida]
Convencido de la necesidad de hacer más eficiente el crecimiento del grupo, basado en la ciencia y en el cuidado del medio ambiente, puso en marcha la planta B-Energy, que da autosustentabilidad de energía eléctrica y térmica a la planta de Chihuahua.[cita requerida]
Con un alto sentido de responsabilidad social, creó en el 2006 Fundación Bafar, que se ocupa de buscar el bienestar de sus colaboradores y sus familias, así como de las comunidades en las que opera, beneficiando a más de 1,300,000 niños y personas de la tercera edad. Por ello, recibió la Gran Cruz de la Orden Internacional de San Martín de Tours.[cita requerida]
Figura entre los 100 empresarios más importantes de México gracias a su ascendente trayectoria y al sólido y sostenido crecimiento de Grupo Bafar.[cita requerida]
Como un reconocimiento a las acertadas estrategias implementadas bajo su dirección, el Gobierno de España lo distinguió con el premio Máster de Oro Institucional del Real Fórum de Alta Dirección.[cita requerida]
Es presidente del Consejo Consultivo de Nacional Financiera en el estado de Chihuahua y consejero de instituciones como el Banco de México, BBVA Bancomer, CitiBanamex, el Consejo Nacional Agropecuario, Canacintra, la Confederación Patronal de la República Mexicana, la Unión Social de Empresarios Mexicanos, el Consejo Mexicano de la Carne, la Asociación Nacional de Empacadores TIF, Telmex, America Móvil y MAQSA.[cita requerida]
Asimismo, se desempeña como miembro en organismos como Food Group, el Consejo Mexicano de la Industria de Productos de Consumo, el Consejo Coordinador Empresarial y Grupo XXI.[cita requerida]
En el rubro académico, es presidente del Consejo de la Universidad del Valle de México Campus Chihuahua, Consejero de la Universidad La Salle y miembro activo del patronato del Colegio Everest Alpes y de otras instituciones educativas.[cita requerida]
El empresario es un creyente de la filosofía “Arquitecto de tu propio destino”, la cual se le brinda también como aprendizaje a los empleados de Grupo Bafar en un seminario, de 16 horas, que les ayuda a crear una visión de sí mismos para analizar todos y cada uno de los aspectos de su vida, visualizarlos en diversos periodos de tiempo y lograr una evolución personal y profesional en un ambiente de conciencia.

## Reconocimientos
Baeza Fares cuenta con varios reconocimientos a nivel individual y otros obtenidos para Grupo Bafar bajo su gestión:

### Personales
- Gran Cruz de la Orden Internacional de San Martín de Tours
- Máster de Oro del Real Fórum de Alta Dirección de España
- Reconocimiento por la Fundación Narváez de la Guardia Civil Española, por su contribución a los sistemas de orden y seguridad

### Con Grupo Bafar
- Premio Nacional de Logística, otorgado por la Asociación de Ejecutivos en Logística, Distribución y Tráfico, bajo el título Empresa Grande Industrial
- Premio Nacional de Tecnología
- Premio Nacional Agroalimentario
- Reconocimiento a la Excelencia Industrial, otorgado por el H. Congreso del Estado de Chihuahua
- Ejecutivo Distinguido Nacional por la Confederación de Ejecutivos de Venta y Mercadotecnia, A.C.
- Inclusión en la lista de los 300 líderes más influyentes por la Revista Líderes Mexicanos en 2012
- Inclusión al Salón del Empresario y entrega de la estatuilla Fuego de Vida de JA México en 2014[2]

|  |  |  |  |  |

## Una apuesta por Chihuahua
Como muestra de su compromiso social, el 3 de septiembre de 2013 presentó su libro Una apuesta por Chihuahua, una serie de propuestas que encaminan al estado de Chihuahua hacia un desarrollo incluyente y sustentable.  
A partir de un diagnóstico socioeconómico integral que le llevó dos años, propone un plan de desarrollo sistémico para Chihuahua, con acciones definidas, dándole énfasis a la integración y articulación de la cadena de valor.[cita requerida]
Este proyecto analiza la economía chihuahuense y la historia empresarial, industrial, comercial y de servicios regional llevada a cabo por las familias Terrazas, Creel, Bermúdez, Mares y Zaragoza.[cita requerida]

## 104 días - Ni muchos ni pocos

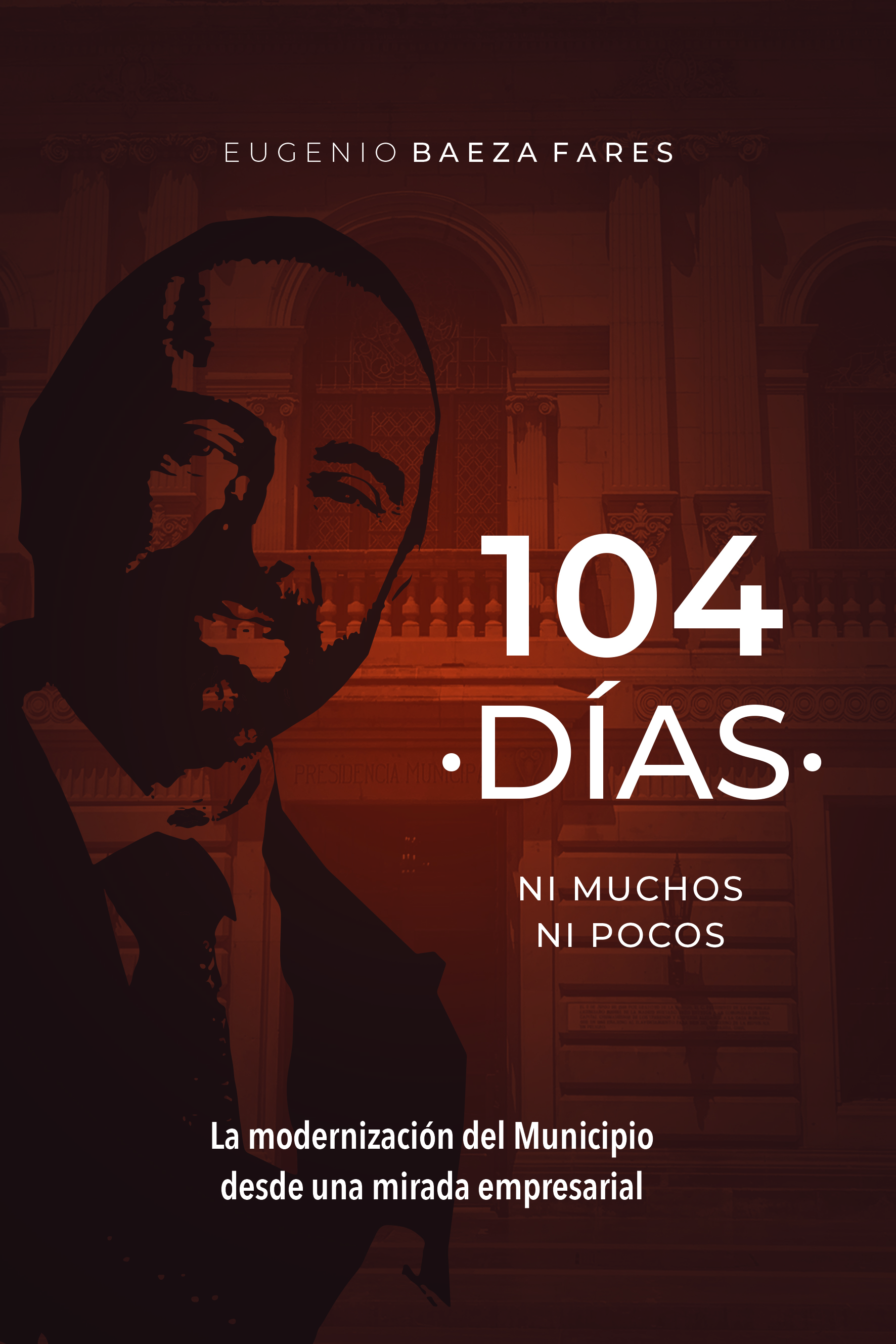
Portada del libro

El 9 de septiembre de 2018, presentó su libro 104 días - Ni muchos ni pocos, inspirado en las vivencias del periodo en que asumió la alcaldía de Chihuahua, a finales de 2015. Su naturaleza disruptiva le lleva a plantear esquemas que rompen con tendencias tradicionales. Desde su perspectiva personal y empresarial, escudriña las causas del agotamiento del modelo de administración municipal y ensaya provocadoras, pero viables, propuestas para transitar hacia una exitosa gestión del desarrollo local. Como él mismo anticipa, se trata de una propuesta que aspira a ser el objeto de continuada discusión colectiva en la proyección a futuro del municipio, y de su compleja pero inevitable modernización.

## Datos empresariales
- 1983: Fundación de Abastecedora del Norte
- 1987: Conversión a Carnes Selectas Baeza
- 1996: Consolidación de Grupo Bafar y se lanza al mercado bursátil al cotizar en la Bolsa Mexicana de Valores.
- 2002: Adquiere de Nestlé las marcas: Parma, Sabori y Campestre.
- 2006: Inicia la operación del Centro de Distribución en Latinoamérica.
- 2007: Obtiene el Premio Nacional Agroalimentario, otorgado a la excelencia industrial.
- 2008: Grupo Bafar recibe el Premio Nacional de Tecnología de manos del presidente de la República.
- 2010: Obtiene el Máster de Oro Institucional del Real Fórum de Alta Dirección de España.
- 2011: La Universidad Bafar y la Universidad Alfonso X el Sabio firman convenio de colaboración para generar cátedras en alta dirección. Arranca el proyecto de desarrollo agrícola Huerta Nogalera San Antonio, donde se producen nueces.
- 2012: Se le incluye en la lista de los 300 líderes más influyentes del país en la revista Líderes Mexicanos.
- 2013: Se incluye a Grupo Bafar dentro de las 500 empresas más importantes de México según la revista CNN Expansión.
- 2014: Inaugura la Planta Productora de Valor Agregado de Pollo en el Complejo Industrial Chihuahua. Por su trayectoria empresarial, se le induce en el Salón del Empresario y recibe la estatuilla Fuego de Vida. La Confederación de Trabajadores de México (CTM) le otorga un reconocimiento a través del programa gubernamental “Gobierno cerca de ti”. Grupo Bafar recibe el Premio Nacional Agroindustrial por segunda ocasión.
- 2015: Adquisición de Casa Hernández. Se inicia la construcción del Parque Tecnológico Bafar. Eugenio Baeza también recibe el reconocimiento de la Cámara Nacional de la Industria de Transformación Chihuahua por fortalecer el desarrollo económico de la entidad. Grupo Bafar le da forma a la central de generación eléctrica B-Energy que brinda suministro eléctrico y térmico a las plantas productivas y al centro de distribución en la ciudad de Chihuahua.